# Cantón de la Haute-Vallée de l'Aude
El cantón de la Haute-Vallée de l'Aude (antiguamente cantón de Quillan) es una división administrativa francesa, situada en el departamento del Aude, de la región de Occitania.

## Composición
Anteriormente a 2015, el cantón de Quillan agrupa 18 comunas:
- Belvianes-et-Cavirac
- Brenac
- Campagne-sur-Aude
- Coudons
- Espéraza
- Fa
- Ginoles
- Granès
- Marsa
- Nébias
- Quillan (capital)
- Quirbajou
- Rouvenac
- Saint-Ferriol
- Saint-Julia-de-Bec
- Saint-Just-et-le-Bézu
- Saint-Louis-et-Parahou
- Saint-Martin-Lys